# Acantheremus bonfilsi
Acantheremus bonfilsi är en insektsart som beskrevs av Hugel och Morin 2003. Acantheremus bonfilsi ingår i släktet Acantheremus och familjen vårtbitare. Inga underarter finns listade i Catalogue of Life.